# Leocomia pileae
Leocomia pileae is een halfvleugelig insect uit de familie Aphrophoridae. De wetenschappelijke naam van deze soort is voor het eerst geldig gepubliceerd in 1925 door Metcalf & Bruner.